# Rhipidura cockerelli
El abanico de la Cockerell (Rhipidura cockerelli) es una especie de ave paseriforme de la familia Rhipiduridae endémica del archipiélago de las islas Salomón. Sus hábitat naturales son los bosques húmedos tropicales. Se encuentra amenazado por la pérdida de hábitat.